# Volodymyrivka (Kropyvnytskyi)
Volodymyrivka (Oekraïens: Володимирівка) is een dorp in Oekraïne, in de rajon Kropyvnytskyi in de oblast Kirovohrad.

## Geschiedenis
Tijdens de Holodomor van 1932-1933 kwamen minstens 5 dorpelingen om het leven.

## Geografie

bushalte in het dorp

De Beshka-rivier, een zijrivier van Inhoelets, stroomt door het grondgebied van het dorp.